# Гонконг на зимних Азиатских играх 2011
Гонконг принял участие в 7-х зимних Азиатских играх, проводившихся в 2011 году в Астане и Алма-Ате, отправив трёх спортсменов, участвовавших в соревнованиях по фигурному катанию и шорт-треку. По результатам Игр сборная Гонконга не завоевала ни одной медали.

## Фигурное катание
| Дисциплина                | Спортсмен        | Короткая программа | Короткая программа | Произвольная программа | Произвольная программа | Сумма  | Сумма |
| Дисциплина                | Спортсмен        | Баллы              | Место              | Баллы                  | Место                  | Баллы  | Место |
| ------------------------- | ---------------- | ------------------ | ------------------ | ---------------------- | ---------------------- | ------ | ----- |
| Мужское одиночное катание | Гарри Ли Хау-Инь | 41,03              | 11                 | 83,54                  | 10                     | 124,57 | 11    |

## Шорт-трек
| Спортсмен          | Дисциплина | Гит      | Гит       | Полуфинал | Полуфинал       | Финал     | Финал       |
| Спортсмен          | Дисциплина | Время    | Место     | Время     | Место           | Время     | Место       |
| ------------------ | ---------- | -------- | --------- | --------- | --------------- | --------- | ----------- |
| Бартон Луи Пань-То | 500 м (М)  | 1:18.040 | 3 (Гит 2) | не прошёл | не прошёл       | не прошёл | не прошёл   |
| Бартон Луи Пань-То | 1000 м (М) | 1:39.964 | 2 (Гит 4) | 1:31.992  | 4 (Полуфинал 1) | не прошёл | не прошёл   |
| Бартон Луи Пань-То | 1500 м (М) | 2:23.278 | 5 (Гит 2) |           |                 | 2:42.857  | 2 (Финал B) |
| Ван Синьюэ         | 500 м (Ж)  | 45.139   | 2 (Гит 2) | 45.138    | 3 (Полуфинал 1) | 45.797    | 2 (Финал B) |
| Ван Синьюэ         | 1000 м (Ж) | 1:41.719 | 2 (Гит 2) | 1:35.412  | 3 (Полуфинал 1) | 1:40.365  | 3 (Финал B) |
| Ван Синьюэ         | 1500 м (Ж) | 3:00.233 | 3 (Гит 1) |           |                 | PEN       | - (Финал B) |

PEN = дисквалификация